# Winter fall
「winter fall」是L'Arc〜en〜Ciel的第8張單曲。1998年1月28日發行。

## 簡介
鼓手yukihiro正式加入後的首張單曲，也是5th原創專輯『HEART』的先發單曲。
L'Arc〜en〜Ciel首次榮獲ORICON單曲榜冠軍的作品。
MV的拍攝地點在美國加州 死亡谷國家公園中的湖泊。

## 收錄曲
1. winter fall
單曲發行前在1997年東京巨蛋演唱會「1997 REINCARNATION」率先曝光。歌名是從「The curtain falls（落幕）」和「失戀」而來。 ken是以夏天為主題來作曲，hyde則是以冬天為概念寫下歌詞。
廣播節目『山田尚的Radio Unlimited DX』中，搖滾樂團GLAY的TAKURO曾說自己喜歡這首歌曲和「As if in a dream」、「預感」。
2. metropolis
歌詞内容是以電影『大都會』為概念所創作。
3. winter fall (hydeless version)

## 收錄專輯
原創專輯
- 『HEART』 (#1)

精選輯
- 『Clicked Singles Best 13』
- 『The Best of L'Arc〜en〜Ciel 1994-1998』
- 『The Best of L'Arc〜en〜Ciel c/w』
- 『TWENITY 1997-1999』